# Hampton (Virginia)
Hampton város az USA Virginia államában. Lakosainak száma 137 148 fő (2020. április 1.).

## Népesség
A település népességének változása:
| Lakosok száma | 137 436 | 136 189 | 136 632 | 136 699 | 136 454 | 137 148 |
|               | 2010    | 2011    | 2012    | 2013    | 2015    | 2020    |